# Dekanat śląski
Dekanat śląski – dekanat diecezji krakowsko-częstochowskiej Kościoła Polskokatolickiego w RP, obejmujący swoim zasięgiem części województw: śląskiego oraz małopolskiego. Siedziba dekanatu znajduje się w Krzykawie-Małobądzu.

## Parafie dekanatu śląskiego
- parafia Najświętszego Serca Jezusowego w Bukownie, proboszcz: ks. inf. mgr Antoni Norman 
  - kaplica Najświętszej Maryi Panny w Bukownie
- parafia katedralna Matki Bożej Królowej Apostołów w Częstochowie, proboszcz: ks. inf. mgr Antoni Norman
- parafia Matki Boskiej Nieustającej Pomocy w Libiążu, proboszcz: ks. mgr Janusz Świtalski
- parafia św. Barbary w Krzykawie-Małobądzu, proboszcz: ks. dziek. mgr Tadeusz Budacz
- parafia św. Antoniego w Rokitnie Szlacheckim, proboszcz: ks. mgr Janusz Świtalski
- parafia Matki Bożej Bolesnej w Sosnowcu, proboszcz: ks. mgr Adam Stelmach
- parafia prokatedralna Matki Bożej Nieustającej Pomocy w Strzyżowicach, proboszcz: ks. Eugeniusz Stelmach